# (6236) Mallard
(6236) Mallard es un asteroide perteneciente al cinturón de asteroides, región del sistema solar que se encuentra entre las órbitas de Marte y Júpiter, más concretamente a la familia de Temis descubierto el 29 de noviembre de 1988 por el equipo del Observatorio de Nihondaira desde el Observatorio de Nihondaira, Shimizu-ku, Japón.

## Designación y nombre
Designado provisionalmente como 1988 WF. Fue nombrado Mallard en homenaje a la locomotora de vapor británica "Mallard", que en 1938 estableció el récord mundial de velocidad de 202,58 km/h para la locomoción a vapor.

## Características orbitales
Mallard está situado a una distancia media del Sol de 3,155 ua, pudiendo alejarse hasta 3,713 ua y acercarse hasta 2,598 ua. Su excentricidad es 0,176 y la inclinación orbital 1,863 grados. Emplea 2047,61 días en completar una órbita alrededor del Sol.

## Características físicas
La magnitud absoluta de Mallard es 13,3. Tiene 13,143 km de diámetro y su albedo se estima en 0,059. 